# Lista de mesorregiões e microrregiões do Maranhão

Mapa do Maranhão mostrando seus municípios agrupados em microrregiões, que por sua vez estão agrupadas em mesorregiões.

Esta é a lista de mesorregiões e microrregiões do Maranhão, estado brasileiro da Região Nordeste do país. O estado do Maranhão foi dividido geograficamente pelo IBGE em cinco mesorregiões, que por sua vez abrangiam 21 microrregiões, segundo o quadro vigente entre 1989 e 2017.
Em 2017, o IBGE extinguiu as mesorregiões e microrregiões, criando um novo quadro regional brasileiro, com novas divisões geográficas denominadas, respectivamente, regiões geográficas intermediárias e imediatas.

## Mesorregiões do Maranhão
| Mesorregião       | Código | Número de municípios | Localização                    | Microrregiões                | Código |
| ----------------- | ------ | -------------------- | ------------------------------ | ---------------------------- | ------ |
| Norte Maranhense  | 01     | 60                   |                                | Litoral Ocidental Maranhense | 001    |
| Norte Maranhense  | 01     | 60                   | Aglomeração Urbana de São Luís | 002                          |        |
| Norte Maranhense  | 01     | 60                   | Rosário                        | 003                          |        |
| Norte Maranhense  | 01     | 60                   | Lençóis Maranhenses            | 004                          |        |
| Norte Maranhense  | 01     | 60                   | Baixada Maranhense             | 005                          |        |
| Norte Maranhense  | 01     | 60                   | Itapecuru Mirim                | 006                          |        |
| Oeste Maranhense  | 02     | 52                   |                                | Gurupi                       | 007    |
| Oeste Maranhense  | 02     | 52                   | Pindaré                        | 008                          |        |
| Oeste Maranhense  | 02     | 52                   | Imperatriz                     | 009                          |        |
| Centro Maranhense | 03     | 42                   |                                | Médio Mearim                 | 010    |
| Centro Maranhense | 03     | 42                   | Alto Mearim e Grajaú           | 011                          |        |
| Centro Maranhense | 03     | 42                   | Presidente Dutra               | 012                          |        |
| Leste Maranhense  | 04     | 44                   |                                | Baixo Parnaíba Maranhense    | 013    |
| Leste Maranhense  | 04     | 44                   | Chapadinha                     | 014                          |        |
| Leste Maranhense  | 04     | 44                   | Codó                           | 015                          |        |
| Leste Maranhense  | 04     | 44                   | Coelho Neto                    | 016                          |        |
| Leste Maranhense  | 04     | 44                   | Caxias                         | 017                          |        |
| Leste Maranhense  | 04     | 44                   | Chapadas do Alto Itapecuru     | 018                          |        |
| Sul Maranhense    | 05     | 19                   |                                | Porto Franco                 | 019    |
| Sul Maranhense    | 05     | 19                   | Gerais de Balsas               | 020                          |        |
| Sul Maranhense    | 05     | 19                   | Chapadas das Mangabeiras       | 021                          |        |

## Microrregiões do Maranhão divididas por mesorregiões

### Mesorregião do Norte Maranhense
| Microrregião                   | Código | Localização             | Municípios     |
| ------------------------------ | ------ | ----------------------- | -------------- |
| Litoral Ocidental Maranhense   | 001    |                         | Alcântara      |
| Litoral Ocidental Maranhense   | 001    | Apicum-Açu              |                |
| Litoral Ocidental Maranhense   | 001    | Bacuri                  |                |
| Litoral Ocidental Maranhense   | 001    | Bacurituba              |                |
| Litoral Ocidental Maranhense   | 001    | Bequimão                |                |
| Litoral Ocidental Maranhense   | 001    | Cajapió                 |                |
| Litoral Ocidental Maranhense   | 001    | Cedral                  |                |
| Litoral Ocidental Maranhense   | 001    | Central do Maranhão     |                |
| Litoral Ocidental Maranhense   | 001    | Cururupu                |                |
| Litoral Ocidental Maranhense   | 001    | Guimarães               |                |
| Litoral Ocidental Maranhense   | 001    | Mirinzal                |                |
| Litoral Ocidental Maranhense   | 001    | Porto Rico do Maranhão  |                |
| Litoral Ocidental Maranhense   | 001    | Serrano do Maranhão     |                |
| Aglomeração Urbana de São Luís | 002    |                         | Paço do Lumiar |
| Aglomeração Urbana de São Luís | 002    | Raposa                  |                |
| Aglomeração Urbana de São Luís | 002    | São José de Ribamar     |                |
| Aglomeração Urbana de São Luís | 002    | São Luís                |                |
| Rosário                        | 003    |                         | Axixá          |
| Rosário                        | 003    | Bacabeira               |                |
| Rosário                        | 003    | Cachoeira Grande        |                |
| Rosário                        | 003    | Icatu                   |                |
| Rosário                        | 003    | Morros                  |                |
| Rosário                        | 003    | Presidente Juscelino    |                |
| Rosário                        | 003    | Rosário                 |                |
| Rosário                        | 003    | Santa Rita              |                |
| Lençóis Maranhenses            | 004    |                         | Barreirinhas   |
| Lençóis Maranhenses            | 004    | Humberto de Campos      |                |
| Lençóis Maranhenses            | 004    | Paulino Neves           |                |
| Lençóis Maranhenses            | 004    | Primeira Cruz           |                |
| Lençóis Maranhenses            | 004    | Santo Amaro do Maranhão |                |
| Lençóis Maranhenses            | 004    | Tutóia                  |                |
| Baixada Maranhense             | 005    |                         | Anajatuba      |
| Baixada Maranhense             | 005    | Arari                   |                |
| Baixada Maranhense             | 005    | Bela Vista do Maranhão  |                |
| Baixada Maranhense             | 005    | Cajari                  |                |
| Baixada Maranhense             | 005    | Conceição do Lago Açu   |                |
| Baixada Maranhense             | 005    | Igarapé do Meio         |                |
| Baixada Maranhense             | 005    | Matinha                 |                |
| Baixada Maranhense             | 005    | Monção                  |                |
| Baixada Maranhense             | 005    | Olinda Nova do Maranhão |                |
| Baixada Maranhense             | 005    | Palmeirândia            |                |
| Baixada Maranhense             | 005    | Pedro do Rosário        |                |
| Baixada Maranhense             | 005    | Penalva                 |                |
| Baixada Maranhense             | 005    | Peri Mirim              |                |
| Baixada Maranhense             | 005    | Pinheiro                |                |
| Baixada Maranhense             | 005    | Presidente Sarney       |                |
| Baixada Maranhense             | 005    | Santa Helena            |                |
| Baixada Maranhense             | 005    | São Bento               |                |
| Baixada Maranhense             | 005    | São João Batista        |                |
| Baixada Maranhense             | 005    | São Vicente Ferrer      |                |
| Baixada Maranhense             | 005    | Viana                   |                |
| Baixada Maranhense             | 005    | Vitória do Mearim       |                |
| Itapecuru Mirim                | 006    |                         | Cantanhede     |
| Itapecuru Mirim                | 006    | Itapecuru-Mirim         |                |
| Itapecuru Mirim                | 006    | Matões do Norte         |                |
| Itapecuru Mirim                | 006    | Miranda do Norte        |                |
| Itapecuru Mirim                | 006    | Nina Rodrigues          |                |
| Itapecuru Mirim                | 006    | Pirapemas               |                |
| Itapecuru Mirim                | 006    | Presidente Vargas       |                |
| Itapecuru Mirim                | 006    | Vargem Grande           |                |

### Mesorregião do Oeste Maranhense
| Microrregião | Código | Localização              | Municípios           |
| ------------ | ------ | ------------------------ | -------------------- |
| Gurupi       | 007    |                          | Amapá do Maranhão    |
| Gurupi       | 007    | Boa Vista do Gurupi      |                      |
| Gurupi       | 007    | Cândido Mendes           |                      |
| Gurupi       | 007    | Carutapera               |                      |
| Gurupi       | 007    | Centro do Guilherme      |                      |
| Gurupi       | 007    | Centro Novo do Maranhão  |                      |
| Gurupi       | 007    | Godofredo Viana          |                      |
| Gurupi       | 007    | Governador Nunes Freire  |                      |
| Gurupi       | 007    | Junco do Maranhão        |                      |
| Gurupi       | 007    | Luís Domingues           |                      |
| Gurupi       | 007    | Maracaçumé               |                      |
| Gurupi       | 007    | Maranhãozinho            |                      |
| Gurupi       | 007    | Turiaçu                  |                      |
| Gurupi       | 007    | Turilândia               |                      |
| Pindaré      | 008    |                          | Altamira do Maranhão |
| Pindaré      | 008    | Alto Alegre do Pindaré   |                      |
| Pindaré      | 008    | Araguanã                 |                      |
| Pindaré      | 008    | Bom Jardim               |                      |
| Pindaré      | 008    | Bom Jesus das Selvas     |                      |
| Pindaré      | 008    | Brejo de Areia           |                      |
| Pindaré      | 008    | Buriticupu               |                      |
| Pindaré      | 008    | Governador Newton Bello  |                      |
| Pindaré      | 008    | Lago da Pedra            |                      |
| Pindaré      | 008    | Lagoa Grande do Maranhão |                      |
| Pindaré      | 008    | Marajá do Sena           |                      |
| Pindaré      | 008    | Nova Olinda do Maranhão  |                      |
| Pindaré      | 008    | Paulo Ramos              |                      |
| Pindaré      | 008    | Pindaré-Mirim            |                      |
| Pindaré      | 008    | Presidente Médici        |                      |
| Pindaré      | 008    | Santa Inês               |                      |
| Pindaré      | 008    | Santa Luzia              |                      |
| Pindaré      | 008    | Santa Luzia do Paruá     |                      |
| Pindaré      | 008    | São João do Caru         |                      |
| Pindaré      | 008    | Tufilândia               |                      |
| Pindaré      | 008    | Vitorino Freire          |                      |
| Pindaré      | 008    | Zé Doca                  |                      |
| Imperatriz   | 009    |                          | Açailândia           |
| Imperatriz   | 009    | Amarante do Maranhão     |                      |
| Imperatriz   | 009    | Buritirana               |                      |
| Imperatriz   | 009    | Cidelândia               |                      |
| Imperatriz   | 009    | Davinópolis              |                      |
| Imperatriz   | 009    | Governador Edison Lobão  |                      |
| Imperatriz   | 009    | Imperatriz               |                      |
| Imperatriz   | 009    | Itinga do Maranhão       |                      |
| Imperatriz   | 009    | João Lisboa              |                      |
| Imperatriz   | 009    | Lajeado Novo             |                      |
| Imperatriz   | 009    | Montes Altos             |                      |
| Imperatriz   | 009    | Ribamar Fiquene          |                      |
| Imperatriz   | 009    | São Francisco do Brejão  |                      |
| Imperatriz   | 009    | São Pedro da Água Branca |                      |
| Imperatriz   | 009    | Senador La Rocque        |                      |
| Imperatriz   | 009    | Vila Nova dos Martírios  |                      |

### Mesorregião do Centro Maranhense
| Microrregião         | Código | Localização                  | Municípios |
| -------------------- | ------ | ---------------------------- | ---------- |
| Médio Mearim         | 010    |                              | Bacabal    |
| Médio Mearim         | 010    | Bernardo do Mearim           |            |
| Médio Mearim         | 010    | Bom Lugar                    |            |
| Médio Mearim         | 010    | Esperantinópolis             |            |
| Médio Mearim         | 010    | Igarapé Grande               |            |
| Médio Mearim         | 010    | Lago do Junco                |            |
| Médio Mearim         | 010    | Lago dos Rodrigues           |            |
| Médio Mearim         | 010    | Lago Verde                   |            |
| Médio Mearim         | 010    | Lima Campos                  |            |
| Médio Mearim         | 010    | Olho d'Água das Cunhãs       |            |
| Médio Mearim         | 010    | Pedreiras                    |            |
| Médio Mearim         | 010    | Pio XII                      |            |
| Médio Mearim         | 010    | Poção de Pedras              |            |
| Médio Mearim         | 010    | Santo Antônio dos Lopes      |            |
| Médio Mearim         | 010    | São Luís Gonzaga do Maranhão |            |
| Médio Mearim         | 010    | São Mateus do Maranhão       |            |
| Médio Mearim         | 010    | São Raimundo do Doca Bezerra |            |
| Médio Mearim         | 010    | São Roberto                  |            |
| Médio Mearim         | 010    | Satubinha                    |            |
| Médio Mearim         | 010    | Trizidela do Vale            |            |
| Alto Mearim e Grajaú | 011    |                              | Arame      |
| Alto Mearim e Grajaú | 011    | Barra do Corda               |            |
| Alto Mearim e Grajaú | 011    | Fernando Falcão              |            |
| Alto Mearim e Grajaú | 011    | Formosa da Serra Negra       |            |
| Alto Mearim e Grajaú | 011    | Grajaú                       |            |
| Alto Mearim e Grajaú | 011    | Itaipava do Grajaú           |            |
| Alto Mearim e Grajaú | 011    | Jenipapo dos Vieiras         |            |
| Alto Mearim e Grajaú | 011    | Joselândia                   |            |
| Alto Mearim e Grajaú | 011    | Santa Filomena do Maranhão   |            |
| Alto Mearim e Grajaú | 011    | Sítio Novo                   |            |
| Alto Mearim e Grajaú | 011    | Tuntum                       |            |
| Presidente Dutra     | 012    |                              | Fortuna    |
| Presidente Dutra     | 012    | Dom Pedro                    |            |
| Presidente Dutra     | 012    | Gonçalves Dias               |            |
| Presidente Dutra     | 012    | Governador Archer            |            |
| Presidente Dutra     | 012    | Governador Eugênio Barros    |            |
| Presidente Dutra     | 012    | Governador Luiz Rocha        |            |
| Presidente Dutra     | 012    | Graça Aranha                 |            |
| Presidente Dutra     | 012    | Presidente Dutra             |            |
| Presidente Dutra     | 012    | São Domingos do Maranhão     |            |
| Presidente Dutra     | 012    | São José dos Basílios        |            |
| Presidente Dutra     | 012    | Senador Alexandre Costa      |            |

### Mesorregião do Leste Maranhense
| Microrregião               | Código | Localização                | Municípios              |
| -------------------------- | ------ | -------------------------- | ----------------------- |
| Baixo Parnaíba Maranhense  | 013    |                            | Água Doce do Maranhão   |
| Baixo Parnaíba Maranhense  | 013    | Araioses                   |                         |
| Baixo Parnaíba Maranhense  | 013    | Magalhães de Almeida       |                         |
| Baixo Parnaíba Maranhense  | 013    | Santa Quitéria do Maranhão |                         |
| Baixo Parnaíba Maranhense  | 013    | Santana do Maranhão        |                         |
| Baixo Parnaíba Maranhense  | 013    | São Bernardo               |                         |
| Chapadinha                 | 014    |                            | Anapurus                |
| Chapadinha                 | 014    | Belágua                    |                         |
| Chapadinha                 | 014    | Brejo                      |                         |
| Chapadinha                 | 014    | Buriti                     |                         |
| Chapadinha                 | 014    | Chapadinha                 |                         |
| Chapadinha                 | 014    | Mata Roma                  |                         |
| Chapadinha                 | 014    | Milagres do Maranhão       |                         |
| Chapadinha                 | 014    | São Benedito do Rio Preto  |                         |
| Chapadinha                 | 014    | Urbano Santos              |                         |
| Codó                       | 015    |                            | Alto Alegre do Maranhão |
| Codó                       | 015    | Capinzal do Norte          |                         |
| Codó                       | 015    | Codó                       |                         |
| Codó                       | 015    | Coroatá                    |                         |
| Codó                       | 015    | Peritoró                   |                         |
| Codó                       | 015    | Timbiras                   |                         |
| Coelho Neto                | 016    |                            | Afonso Cunha            |
| Coelho Neto                | 016    | Aldeias Altas              |                         |
| Coelho Neto                | 016    | Coelho Neto                |                         |
| Coelho Neto                | 016    | Duque Bacelar              |                         |
| Caxias                     | 017    |                            | Buriti Bravo            |
| Caxias                     | 017    | Caxias                     |                         |
| Caxias                     | 017    | Matões                     |                         |
| Caxias                     | 017    | Parnarama                  |                         |
| Caxias                     | 017    | São João do Soter          |                         |
| Caxias                     | 017    | Timon                      |                         |
| Chapadas do Alto Itapecuru | 018    |                            | Barão de Grajaú         |
| Chapadas do Alto Itapecuru | 018    | Colinas                    |                         |
| Chapadas do Alto Itapecuru | 018    | Jatobá                     |                         |
| Chapadas do Alto Itapecuru | 018    | Lagoa do Mato              |                         |
| Chapadas do Alto Itapecuru | 018    | Mirador                    |                         |
| Chapadas do Alto Itapecuru | 018    | Nova Iorque                |                         |
| Chapadas do Alto Itapecuru | 018    | Paraibano                  |                         |
| Chapadas do Alto Itapecuru | 018    | Passagem Franca            |                         |
| Chapadas do Alto Itapecuru | 018    | Pastos Bons                |                         |
| Chapadas do Alto Itapecuru | 018    | São Francisco do Maranhão  |                         |
| Chapadas do Alto Itapecuru | 018    | São João dos Patos         |                         |
| Chapadas do Alto Itapecuru | 018    | Sucupira do Norte          |                         |
| Chapadas do Alto Itapecuru | 018    | Sucupira do Riachão        |                         |

### Mesorregião do Sul Maranhense
| Microrregião             | Código | Localização                  | Municípios            |
| ------------------------ | ------ | ---------------------------- | --------------------- |
| Porto Franco             | 019    |                              | Campestre do Maranhão |
| Porto Franco             | 019    | Carolina                     |                       |
| Porto Franco             | 019    | Estreito                     |                       |
| Porto Franco             | 019    | Porto Franco                 |                       |
| Porto Franco             | 019    | São João do Paraíso          |                       |
| Porto Franco             | 019    | São Pedro dos Crentes        |                       |
| Gerais de Balsas         | 020    |                              | Alto Parnaíba         |
| Gerais de Balsas         | 020    | Balsas                       |                       |
| Gerais de Balsas         | 020    | Feira Nova do Maranhão       |                       |
| Gerais de Balsas         | 020    | Riachão                      |                       |
| Gerais de Balsas         | 020    | Tasso Fragoso                |                       |
| Chapadas das Mangabeiras | 021    |                              | Benedito Leite        |
| Chapadas das Mangabeiras | 021    | Fortaleza dos Nogueiras      |                       |
| Chapadas das Mangabeiras | 021    | Loreto                       |                       |
| Chapadas das Mangabeiras | 021    | Nova Colinas                 |                       |
| Chapadas das Mangabeiras | 021    | Sambaíba                     |                       |
| Chapadas das Mangabeiras | 021    | São Domingos do Azeitão      |                       |
| Chapadas das Mangabeiras | 021    | São Félix de Balsas          |                       |
| Chapadas das Mangabeiras | 021    | São Raimundo das Mangabeiras |                       |